# Carlos Jacques
Carlos Jacques, vollständiger Name Carlos Andrés Jacques Coelho, (* 11. Februar 1982 in Artigas) ist ein uruguayischer Fußballspieler.

## Karriere

### Verein
Der 1,81 Meter große Mittelfeldakteur Jacques gehörte zu Beginn seiner Karriere mindestens im Jahr 2001 dem Club Atlético Peñarol an. 2002 folgte eine Station als Leihspieler beim Club Atlético Bella Vista. Die Spielzeiten 2003 und 2004 verbrachte er in Reihen des Club Atlético Basáñez. 2007 bis 2010 spielte er unterklassig für Platense in Uruguay. Seit 2010 stand er  – gemeinsam mit drei anderen Uruguayern – bei UE Sant Julià in Andorra unter Vertrag. Dort kam er 2011 in zwei Partien in der Qualifikation zur Europa League zum Einsatz. Er gewann mit dem Klub 2011 die Copa Constitució und den Super Cup der Spielzeit 2011/12. In Andorra ging er neben dem Fußball auch noch einer beruflichen Tätigkeit in einem Bekleidungsgeschäft nach. In der Spielzeit 2013/14 spielte er spätestens seit Oktober 2013 für den uruguayischen Zweitligisten Boston River und wurde in jener Saison dreimal (kein Tor) in der Segunda División eingesetzt. darüber hinaus sind bislang (Stand: 17. Juli 2016) weder Einsätze noch eine Kaderzugehörigkeit für ihn verzeichnet.

### Nationalmannschaft
Jacques nahm mit der U-17-Auswahl Uruguays an der U-17-Weltmeisterschaft 1999 teil. Dort bestritt er vier Turnierspiele. Ein Tor schoss er nicht. Er gehörte auch der uruguayischen U-20-Nationalmannschaft an und war Teil des Kaders bei der U-20-Südamerikameisterschaft 2001 in Ecuador.

### Erfolge
- Copa Constitució: 2011
- Super Cup: 2011/12